# Oren Ambarchi
Oren Ambarchi (Sydney, 1969) è un polistrumentista e compositore australiano.

## Biografia
Oren Ambarchi nacque a Sydney da una famiglia di ebrei originari dell'Iraq. L'artista iniziò ad esibirsi dal vivo dalla fine degli anni ottanta, periodo in cui suonava la batteria durante concerti di free jazz a Sydney. In un'intervista di Jon Rose trasmessa dall'emittente ABC Radio, Ambarchi spiegò come iniziò a suonare la chitarra:
Ambarchi fu membro della band noise Phlegm con Robbie Avenaim, con cui gestì il What Is Music Festival. Lo stile musicale sperimentale di Ambarchi si concentra principalmente su ricerche sonore per chitarra, sebbene non disdegni del tutto l'uso della batteria e delle percussioni durante le esibizioni dal vivo.
Nel 2005, Ambarchi entrò nel collettivo drone metal Sunn O))), con i quali registrò Black One, pubblicato nello stesso anno. L'artista partecipò ai concerti del gruppo e incise l'EP Oracle (2007) e l'album Monoliths & Dimensions (2009). Pubblicò anche un EP in vinile con Attila Csihar e Greg Anderson dei Sunn O))) con la sigla Burial Chamber Trio e fece parte del side project Gravetemple con Csihar e Stephen O'Malley, quest'ultimo un altro componente dei Sunn O))). Ambarchi opera anche nell'ambito della musica popolare suonando la batteria con i Sun del compositore e musicista Chris Townend.
Nel maggio 2010, si esibì dal vivo con i Boris in occasione del Vivid Live Noise Night curato da Lou Reed e Laurie Anderson. Intorno ai primi anni 2010, Ambarchi collaborò con i polistrumentisti sperimentali Paul Duncan (già nei Warm Ghost) e Jim O'Rourke, con cui registrò Indeed e Behold. Nel 2017 collaborò con il compositore Alvin Lucier, eseguendo nuove composizioni per chitarra elettrica.

## Discografia parziale
- 1999 – Insulation
- 2000 – Persona
- 2004 – Grapes from the Estate
- 2006 – Suspension
- 2007 – In the Pendulum's Embrace
- 2007 – Lost Like a Star
- 2011 – Indeed (con Jim O'Rourke)
- 2012 – Audience of One
- 2013 – The Just Reproach
- 2014 – Alps (con Eli Keszler)
- 2014 – Quixotism
- 2014 – Tikkun
- 2015 – Behold (con Jim O'Rourke)
- 2017 - Hotel Record with Crys Cole (Black Truffle)
- 2018 - Face Time with Kassel Jaeger and James Rushford (Black Truffle)
- 2018 - Hence with Jim O'Rourke and U-zhaan (Editions Mego)
- 2019 - Simian Angel (Editions Mego)
- 2019 - Oglon Day with Mark Fell, Will Guthrie and Sam Shalabi (33 33)
- 2020 - Dreamlet (ATTN:SPAN)
- 2021 - Live Hubris (Black Truffle)
- 2022 - Ghosted with Andreas Werliin and Johan Berthling (Drag City)
- 2022 - Sheban (Black Truffle)
- 2024 - Ghosted II with Andreas Werliin and Johan Berthling (Drag City)